# Abdij Ottobeuren

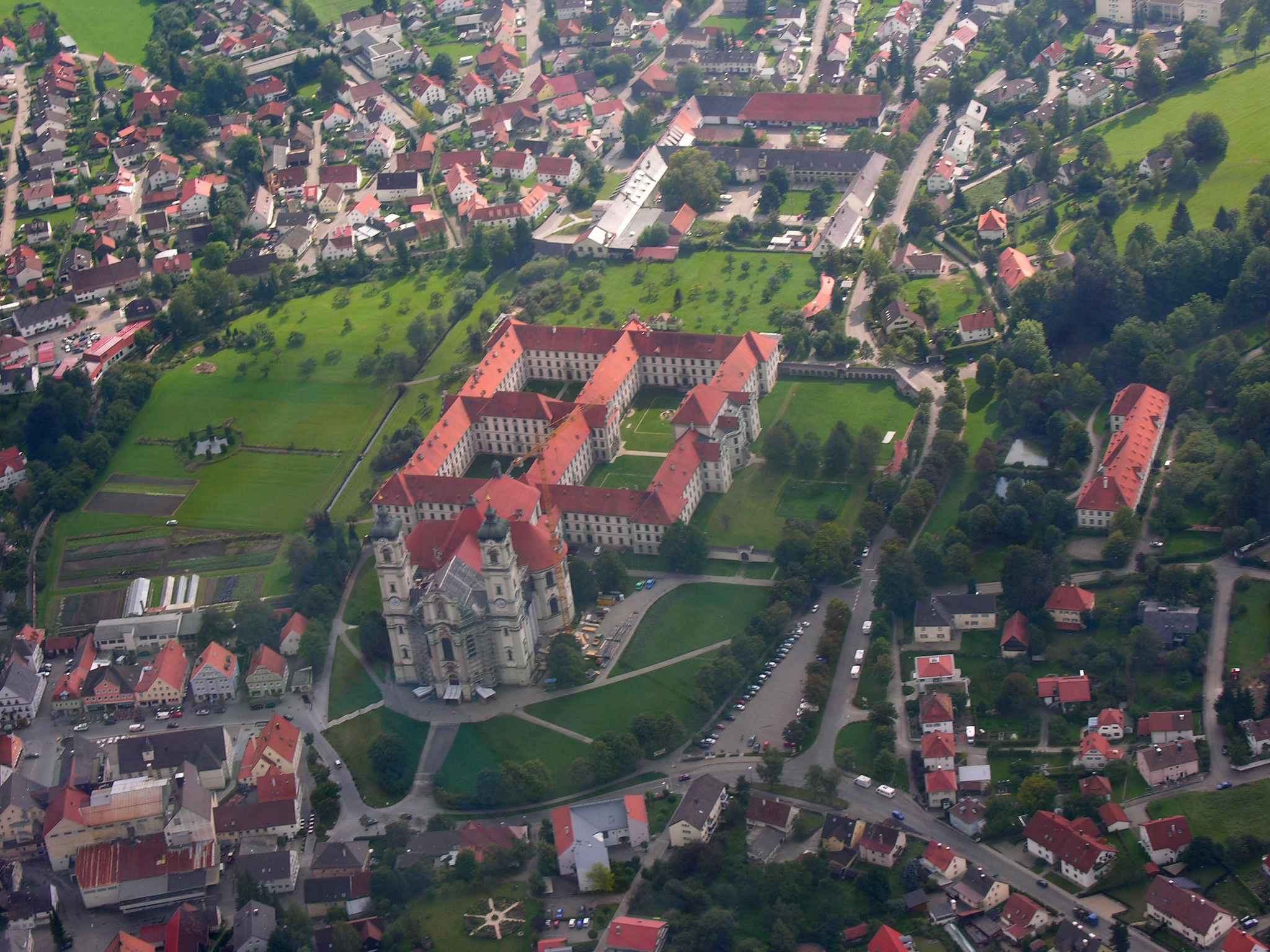
Luchtfoto van de abdij

De abdij Ottobeuren is een benedictijner abdij en was een abdijvorstendom binnen het Heilige Roomse Rijk.
Volgens de overlevering werd de abdij in 764 gesticht. Karel de Grote en zijn vrouw Hildegard worden vermeld als weldoeners. Keizer Otto I stelde het klooster vrij van rijkslasten. Onder abt Adihelm (1082-1094) werd een kerk gebouwd. Sinds abt Rupert (1102-1145) werden ook niet-adellijken tot het klooster toegelaten. Sinds abt Koenraad (1296-1312) waren de abten rijksvorst in 1299. In 1356 kwam de voogdij over de abdij aan het prinsbisdom Augsburg.
In 1626 deed het prinsbisdom Augsburg afstand van zijn aanspraken na een uitspraak van het Rijkskamergerecht in 1624. 
Abt Rupert Neß (1710-1740) maakte een definitief eind aan de strijd met het Augsburg door de abdij los te kopen van de bisschopplijke voogdij.
De abdij had aandelen in de heerlijkheden Stein, Ronsberg en Erkheim
De abt had geen zetel op de Zwabische prelatenbank van de Rijksdag en ook geen zetel in de Zwabische Kreits.
Paragraaf 2 van de Reichsdeputationshauptschluss van 25 februari 1803 kende het abdijvorstendom toe aan het keurvorstendom Beieren.
Met de secularisatie van 1802 werd de abdij opgeheven. Nog slechts 18 van de oorspronkelijk 48 monniken mochten in Ottobeuren blijven. In 1835 werd het klooster als priorij van de Augburgse Sint-Stefanusabdij hieropgericht. Waarna ze in 1918 opnieuw als volwaardige abdij werd ingesteld. De abdij Ottobeuren maakt deel uit van de Beierse Congregatie van benedictijnenabdijen.
Vanaf januari 1945 tot het einde van de Tweede Wereldoorlog verbleef Georg Schreiber te Ottobeuren. 
tussen 1946 en 1975 bood het klooster onderdak aan een Progymnasium (5. tot 10. jaar) gecombineerd met een jeugdinternaat, het Collegium Rupertinum. 